# Домашний чемпионат Великобритании 1924/1925
Домашний чемпионат Великобритании 1924/25 (англ. 1924–25 British Home Championship) — тридцать седьмой розыгрыш Домашнего чемпионата, футбольного турнира с участием сборных четырёх стран Великобритании (Англии, Шотландии, Уэльса и Ирландии). Победу в турнире одержала сборная Шотландии.
Турнир начался с победы сборной Англии в Ливерпуле над сборной Ирландии со счётом 3:1 в октябре 1924 года. В феврале 1925 года Шотландия со счётом 3:1 обыграла Уэльс в Эдинбурге. В том же месяце англичане на выезде обыграли  валлийцев, а шотландцы разгромили ирландцев. В решающем матче 4 апреля 1925 года Шотландия в Глазго обыграла Англию, обеспечив себе победу в Домашнем чемпионате. В последнем матче валлийцы и ирландцы сыграли в безголевую ничью в Рексеме.

## Турнирная таблица
| Поз | Команда       | И | В | Н | П | МЗ | МП | РМ | О |
| --- | ------------- | - | - | - | - | -- | -- | -- | - |
| 1   | Шотландия (Ч) | 3 | 3 | 0 | 0 | 8  | 1  | +7 | 6 |
| 2   | Англия        | 3 | 2 | 0 | 1 | 5  | 4  | +1 | 4 |
| 3   | Уэльс         | 3 | 0 | 1 | 2 | 2  | 5  | −3 | 1 |
| 3   | Ирландия      | 3 | 0 | 1 | 2 | 1  | 6  | −5 | 1 |

## Результаты матчей
| Англия                                | 3:1     | Ирландия     |
| ------------------------------------- | ------- | ------------ |
| - Келли 13′ - Бедфорд 59′ - Уокер 70′ | (отчёт) | Гиллеспи 77′ |

| Шотландия                        | 3:1     | Уэльс       |
| -------------------------------- | ------- | ----------- |
| - Миклджон 9′ - Галлахер 20′ 63′ | (отчёт) | Уильямс 45′ |

| Уэльс     | 1:2     | Англия          |
| --------- | ------- | --------------- |
| Кинор 36′ | (отчёт) | Робертс 11′ 15′ |

| Ирландия | 0:3     | Шотландия                               |
| -------- | ------- | --------------------------------------- |
|          | (отчёт) | - Миклджон 4′ - Галлахер 25′ - Данн 36′ |

| Шотландия        | 2:0     | Англия |
| ---------------- | ------- | ------ |
| Галлахер 36′ 85′ | (отчёт) |        |

| Уэльс | 0:0     | Ирландия |
| ----- | ------- | -------- |
|       | (отчёт) |          |

## Победитель
| Победитель Домашнего чемпионата 1924/25 |
| Шотландия Двадцатый титул               |

## Состав победителей
Сборная Шотландии
| Имя                    | Поз. | Игры / голы по соперникам | Игры / голы по соперникам | Игры / голы по соперникам | Итого | Итого |
| Имя                    | Поз. | УЭЛ                       | ИРЛ                       | АНГ                       | Игры  | Голы  |
| ---------------------- | ---- | ------------------------- | ------------------------- | ------------------------- | ----- | ----- |
| Билл Харпер            | Вр   | 1                         | 1                         | 1                         | 3     | 0     |
| Джимми Нелсон          | Защ  | 1                         | 1                         |                           | 2     | 0     |
| Филип Макклой          | Защ  |                           |                           | 1                         | 1     | 0     |
| Уилли Макстей          | Защ  | 1                         | 1                         | 1                         | 3     | 0     |
| Дэвид Миклджон         | Хав  | 1/1                       | 1/1                       | 1                         | 3     | 2     |
| Дэвид Моррис (капитан) | Хав  | 1                         | 1                         | 1                         | 3     | 0     |
| Боб Бенни              | Хав  | 1                         | 1                         |                           | 2     | 0     |
| Джимми Макмаллан       | Хав  |                           |                           | 1                         | 1     | 0     |
| Алекс Джексон          | Нап  | 1                         | 1                         | 1                         | 3     | 0     |
| Джимми Данн            | Нап  | 1                         | 1/1                       |                           | 2     | 1     |
| Уилли Расселл          | Нап  |                           |                           | 1                         | 1     | 0     |
| Хьюи Галлахер          | Нап  | 1/2                       | 1/1                       | 1/2                       | 3     | 5     |
| Томми Кэрнз            | Нап  | 1                         | 1                         | 1                         | 3     | 0     |
| Алан Мортон            | Нап  | 1                         | 1                         | 1                         | 3     | 0     |

## Бомбардиры
- 5 голов
  -  Хьюи Галлахер

- 2 гола
  -  Дэвид Миклджон
  -  Фрэнк Робертс[англ.]